# Роберт Френсіс Кеннеді-молодший
Роберт Френсіс Кеннеді-молодший (англ. Robert F. Kennedy Jr.; нар. 17 січня 1954) — американський адвокат і радіоведучий, конспіролог, антивакцинатор та екологічний активіст. Роберт Кеннеді — член сім'ї Кеннеді, син Роберта Френсіса Кеннеді та племінник президента США Джона Фіцджеральда Кеннеді. Міністр охорони здоров'я і соціальних служб США.

## Біографія
Кеннеді народився у Вашингтоні, округ Колумбія, він третій з одинадцяти дітей у сім'ї сенатора Роберта Кеннеді-старшого та Етель Скейкел Кеннеді. Під час вбивства його дядька Джона Кеннеді йому було 9 років. Кеннеді пам'ятає, як він плакав зі своїм батьком після вбивства. Про його смерть він був проінформований матір'ю президента.
Йому було 14 років, коли його батька було вбито, коли він балотувався на пост президента на виборах у 1968 році. Він говорив і читав уривки з промови свого батька під час меси на честь його смерті на Арлінгтонському Національному цвинтарі.
Після отримання диплома середньої школи Помфрет у Коннектикуті, Кеннеді продовжив свою освіту в Гарвардському університеті та Лондонській школі економіки, закінчивши Гарвардський коледж у 1976 році зі ступенем бакалавра мистецтв американської історії та літератури. Потім він здобув ступінь доктора права у Університеті Вірджинії та магістра права в Університеті Пейс.
У 1983 році Роберт був узятий на роботу в офіс прокурора округу Нью-Йорк, давнього друга сім'ї Роберта М. Моргентау. У липні 1983 року Роберт з другої спроби склав адвокатський іспит у штаті Нью-Йорк. Менш ніж за рік його виключили і звільнили з офісу окружного прокурора за наркотики. Він повернувся до колегії адвокатів у 1985 році.

## Політика
Кеннеді підтримував Джона Керрі на американських президентських виборах 2004 року, відзначивши його сильну екологічну спрямованість і критикував Джорджа Буша. У своїй статті, опублікованій у випуску Rolling Stone від 5 червня 2006 року, Кеннеді вважає що Республіканська партія вкрала вибори 2004 року. 
З 2005 року він був помічений у антивакцинаторській дезінформації та поширення конспірологічних теорій стосовно медичної сфери, включаючи науково спростований зв'язок між аутизмом та антивакцинацією. 
Кеннеді підтримав переобрання Барака Обами. І Обама та Мітт Ромні прагнули зробити США менш залежними від іноземної нафти шляхом подальшого розвитку внутрішніх енергетичних ресурсів. Кеннеді, однак, вважав плани президента Обами та Ромні суттєво різними. Він вважав, що Ромні був насамперед зацікавлений у наданні допомоги своїм союзникам у традиційній енергетиці.
Увечері 11 січня 2013 року Чарлі Роуз взяв інтерв'ю у Роберта Кеннеді-молодшого та його сестри Рорі у Далласі в опері Вінспера. Це було частиною річної програми мера Майка Ролінгса, яка відзначає життя та президентство Джона Ф. Кеннеді. Роберт Ф. Кеннеді-молодший сказав, що переконаний, що Лі Гарві Освальд не несе відповідальності за вбивство його (Роберта-молодшого) дядька президента Джона Ф. Кеннеді; він також зазначив, що його батько Роберт Кеннеді був «цілком переконаний», що до вбивства його брата були причетні не Гарві Освальд, а інші, і в приватному порядку висловлював думку, що доповідь комісії Воррена була «низкопробним шматком підтасувань».
У 2021–2022 році сторінки Роберта заблокували у фейсбуці та інстаграмі за неодноразове поширення дезінформації про COVID-19, у тому числі він заявляв, що нібито після вакцини від коронавірусу помре 30% населення.
3 березня 2023 року у промові в Нью-Гемпширі Кеннеді заявив, що розглядає можливість балотуватися на пост президента у 2024 році, сказавши: «Я думаю про це. Я подолав найбільшу перешкоду, що моя дружина дала зелене світло».
5 квітня 2023 року висунув свою кандидатуру в президенти від Демократичної партії на президентських виборах 2024. Це робить його четвертим членом сім'ї, який претендує на пост президента Сполучених Штатів.
З 9 жовтня 2023 року балотується як незалежний кандидат.

## Погляди стосовно України
Під час повномасштабного вторгнення публічно поширював російську пропаганду і дезінформацію проти України, звинувачуючи українську владу у неонацизмі. Поширював інформацію про наявність в Україні біолабораторій.
Називав російський напад на Україну «війною США та Росії», вважав що Україна повинна піти на територіальні поступки та надати особливий статус певним регіонам.
Кеннеді казав що Україні потрібно заборонити вступ у НАТО. Називав Революцію гідності заколотом проти легітимної влади та що наступний український уряд чинив злочини проти цивільного етнічно російського населення Донбасу, наводячи нічим не підтверджену кількість у 14 000 вбитих цивільних етнічних росіян. Називав такі вбивства систематичними.
Звинувачував у російському нападі адміністрацію Джо Байдена, а також однією з причин наводив розширення НАТО у країни східної Європи.
У травні 2023 року, як кандидат на пост президента США, поширював російську дезінформацію про те що Україна втратила близько 40 000 цивільного населення та 300 000 військових внаслідок російського вторгнення. 
У травні 2024 року він звинуватив Україну у ескалації війни, а у липні 2024 року звинуватив українську владу у розстрілах російських полонених.

## Здоров'я
Під час навчання в коледжі у Кеннеді почалися проблеми із серцем, які, за його словами, були спричинені кофеїном, стресом і недосипанням.
У сорокарічному віці у Кеннеді розвинулась аддукторна спастична дисфонія — органічний розлад голосу, що спричиняє тремтіння голосу та ускладнює мовлення. Це форма мимовільного руху, що вражає гортань, і пов’язана з дистонією. Кеннеді розповідав, що подорожував до Кіото, Японія, для проходження процедури, під час якої йому між голосовими зв’язками було вставлено титановий міст, щоб спробувати полегшити розлад.
У 2010 році Кеннеді почав відчувати серйозні проблеми з пам’яттю (як короткотривалою, так і довготривалою) та ментальну затуманеність (когнітивні порушення). Під час розлучення у 2012 році він заявив під присягою в суді, що його неврологічні проблеми були спричинені «черв’яком, який потрапив йому в мозок, з’їв його частину, а потім помер», а також отруєнням ртуттю через споживання великої кількості тунця. The Washington Post повідомляє, що передвиборчий штаб Кеннеді «не оприлюднив його медичних записів, які могли б підтвердити цю версію, і раніше Кеннеді вже поширював дезінформацію щодо здоров’я, зокрема про ртуть у вакцинах».

## Скандали
Роберт Ф. Кеннеді став фігурантом скандальної історії у 2004 році. Кеннеді, разом зі своїм сином і кількома іншими особами, взяв труп чорного ведмедя, якого було законно вбито під час полювання, і одягнув його в футболку з написом «Кеннеді в президенти». Вони привезли цього мертвого ведмедя до Нью-Йорка і залишили його біля одного з готелів міста. Цей вчинок викликав критику, багато людей вважали його поганим смаком і неприйнятним.

## Цікаві факти
Син Конор Кеннеді воював в складі Інтернаціонального легіону України проти ЗС Росії в Харківській області.